# Пиньчув
Пиньчув (пол. Pińczów) — город в Польше, входит в Свентокшиское воеводство, Пиньчувский повят. Имеет статус городско-сельской гмины. Занимает площадь 14,32 км². Население — 11 943 человека (на 2004 год).

## История
Права города с 1428 г. В XV—XVI вв. — владение шляхетского семейства Олесницких, из которого происходил кардинал Збигнев Олесницкий, основавший в городе крупный монастырь паулинов (ныне музей). В середине XVI века — один из очагов польского кальвинизма, место проведения т. н. пиньчувских соборов (1550—63).
В 1586 г. выкуплен епископом Петром Мышковским, который начал строительство неподалёку местечка Миров. При его наследнике Сигизмунде стал центром ординации Мышковских. В XVIII веке перешёл к Велёпольским (сохранился их дворец). До Второй мировой войны — штетл с большой еврейской общиной.